# Phronia undulata
Phronia undulata är en tvåvingeart som beskrevs av Ostroverkhova 1979. Phronia undulata ingår i släktet Phronia och familjen svampmyggor. Inga underarter finns listade i Catalogue of Life.